# 商品ライフサイクルマネジメント
商品ライフサイクルマネジメント（しょうひんライフサイクルマネジメント、英語: product lifecycle management、PLM）とは、製品/商品のライフサイクルを考慮したマーケティング手法のこと。製品ライフサイクル管理、商品ライフサイクル管理とも。
事業会社において、これを実行する部門が製品戦略部である。
製品のライフサイクルとは、次のように異なる2つの意味を持つ。
1. 製品の企画、設計、製造、販売、使用、再生のライフサイクル。
2. 製品が販売開始されてから販売終了に至るまでのライフサイクル。導入期、成長期、成熟期、衰退期に分類される。製品ライフサイクルを参照。

本稿では、前者を「ミクロの製品ライフサイクル」。後者を「マクロの製品ライフサイクル」と呼び区別する。

## ミクロの製品ライフサイクル
製品（プロダクト）には「企画→開発→調達/生産準備→製造/生産→販売→保守→終売」といった生涯すなわちライフサイクルを見出せる。ライフサイクル全体を1つの管理対象とみなし、一元的に管理する取り組みが商品ライフサイクルマネジメント（PLM）である。PLMの目的にはコスト削減、市場投入期間の短縮、品質向上、環境負荷軽減などが挙げられる。PLMの特徴はライフサイクルにわたる全体最適化である。
製品をライフサイクルの各段階ごとに管理した場合（例: 職能ベースのマネジメント）、段階ごとに役割が固定され全体最適化できない場合がある。例えば収支に着目した場合、職能ベースだと粗利は販売部の販売価格のみで決定される。PLMを行う場合、エレベータやコピー機、写真の印画紙などでは販売時に利益を得るだけではなく、使用時でのサポートやプリント時に利益を得るなど、ライフサイクル全体で利益を上げる仕組みを構築できる。費用面では、使用時のサポートにかかる費用を抑えるために商品の説明書を分かりやすくするなど、ライフサイクル全体での費用をマネジメント出来うる。
また環境面でもPLMには利点がある。製品の環境負荷は使用時のみではなく製造・廃棄時にも発生し、ライフサイクル全体を通した負荷を評価する必要がある（ライフサイクルアセスメント）。PLMにより、例えば、設計の段階で廃棄時のリサイクル負荷が考慮された「分解が容易な設計」を採用できる。ほかにも運送負荷を下げるために生産段階から軽い梱包材を採用できる。
PLMを実現する仕組みは商品ライフサイクルを管理対象としたマネジメントシステムと見なせる。これによりマネジメントシステム一般に用いられる標準化等の様々な取り組みが適用できる。

## マクロの製品ライフサイクル
マーケティング理論においては、製品が販売開始されてから販売終了にいたるまで導入期、成長期、成熟期、衰退期の段階を経ると考えられており、その間の製品に対する需要量は次のようにS字のカーブで変化するとされている。
1. 導入期：新しい製品を販売した直後は認知度が高くないため、需要量は低い。先端顧客を対象としたスキミング戦略が採られることが多い。
2. 成長期：一度認知され成長期に入ると需要量は急激に増加するため、市場に参入する業者が増加する。
3. 成熟期：需要量は頭打ちとなるものの、市場参入業者はさらに増加するため競争が激化する。
4. 衰退期：技術革新などのために衰退期に入ると需要量は減少し、市場から業者が撤退していく。

この間、製品の価格も高、中、低、やや上昇と変化し、戦略も変わる。
あらゆる商品がこのような4段階を経るわけではなく、それぞれの段階がどれだけの期間続くかも商品によって異なり、それは商品や産業の定義にも依存する。たとえばカメラ業界は成熟期に入ったと思われた頃にデジタル技術やパソコンの導入・普及により成長を再開した。この場合、カメラ全体として見れば成熟期に入った産業の再成長とみなされるが、デジタルカメラに限れば新しいPLCの始まりとみなされる。同様の例にはレコードとCD、固定電話と携帯電話などがある。

### 施策
時期ごとにうつべき施策は異なる。例えば衰退期を迎えた製品は販売終了の手続きを行う（代替の新製品の発売、製品の販売不振による段階的廃止計画、または技術の陳腐化による即時販売停止など）。販売終了手続きが進むと、関係部門で連携して、製品の販売を終了する。計画的陳腐化を行う際には、組織への影響（製品に関連する在庫、製品の製造に関連する資産と製造/組立リソース、アクティブな商業契約、サービスとサポートの要件、および更新するマーケティング資産と領域）を総合的に検討する。

### 各ステージにおける主な購入者
導入期から衰退期に至るまでの中心的な購入者は、革新者理論とも関連が深く、それを用いて説明されることも多い。
1. 導入期：全体の約2.5%の革新者と全体の約13.5％の初期採用者の一部
2. 成長期：全体の約13.5％の初期採用者の一部と全体の34.0％の前期追随者
3. 成熟期：全体の約34.0％の後期追随者と全体の約16.0％の遅滞者の一部
4. 衰退期：全体の約16.0％の遅滞者の一部

### プロダクト・ポートフォリオ・マネジメント
米国のコンサルティング会社ボストン・コンサルティング・グループは、PLCを市場の成長率とマーケットシェアに着目して、問題児、花形製品、金のなる木、負け犬の4種類に分類した。